# Оґюст Вакрі
Оґюст Вакрі ( фр. Auguste Vacquerie Auguste Vacquerie; 1819—1895) — французький поет, публіцист, журналіст та редактор із родинного кола Віктора Гюго.

## Життєпис
Народився 19 листопада 1819 року в департаменті Приморська Сена на північному заході Франції, в містечку Віллекьє. 
Дебютував у пресі 1840 року критичними статтями в «Globe» та «Epoque»; 1848 року працював у газеті «L'Événement». 
1845 року залишив поезію на користь критики та театру. Його полемічні статті були зібрані в «Profils et Grimaces» (1856), де він є теоретиком романтичної школи. Писав на історичну тематику: «Les miettes de l'histoire, impressions sur Jersey» (1863); «Mes premières années de Paris» (1872); «Aujourd'hui et demain» (1875). Хоч літературне ім'я Вакрі засновано головним чином на його драмах, з яких три мали незаперечний успіх на французьких сценах («Jean Baudry», 1853; «Le Fils», 1866 та «Souvent homme varie» 1859). 